# Starta pressarna
Starta pressarna med Daniel Suhonen - en podd om ekonomi från Aftonbladets ledarsida.
Tankesmedjan Katalys lanserade  i samarbete med Aftonbladet Ledare hösten 2023 podcasten ”Starta pressarna”. Programmet behandlar framförallt  frågor om Sveriges ekonomi och hur den påverkas av politiska beslut. Daniel Suhonen leder programmet och Katalys-medarbetare och utomstående gäster är regelbundet en del av panelen.  
Det första avsnittet publicerades fredagen den 20 oktober 2023 och nya avsnitt sänds huvudsakligen på fredagar.

## Externa källor
Officiell webbplats